# Dzsemal Gaganidze
Dzsemal Gaganidze, Jemal Ghaganidze , grúzul: ჯემალ ღაღანიძე (Tbiliszi, 1933. április 21. – 2023. február 3.) grúz színész, Grúzia tiszteletbeli művésze (1967), Grúzia népművésze (1980).

## Életrajza
1933. április 21-én született Tbilisziben. 1956-ban szerzett diplomát a Tbiliszi Állami Színházi Intézet színművész szakán, és ugyanettől az évtől a Rusztaveli Színház színésze volt. Számos, különböző karakterű szerepet megformált.
Szerepelt a következő filmekben: "Barátom, Nodar" (1968), "Háztól házig" (1960), "Feola" (1970), "Ki a bűnös", "A kapitányok" (1974). 2011- ben a Rusztaveli Színház előtt felavatták Dzsemal Gaganidze "Csillagát".

## Filmográfia
- 1960: "Háztól házig" rendezők: Otar Abesadze, Merab Kokochashvili
- 1965: "Sajnálom, meg fogsz halni" (Militia) rendező: Karaman (Guguli) Mgeladze
- 1967: „Barátom Nodar” (Gogia) rendező: David Rondeli
- 1970: "Feola" rendező: Bahadur Culadze
- 1971: "Hajnal előtt" (bolsevik) rendező: Karaman (Guguli) Mgeladze
- 1971: "A nőt, Tamart elrabolták" rendező: Leila Gordeladze
- 1972: "Facsemeték" (Szállodai adminisztrátor)rendező: Revaz (Rezo) Cseidze
- 1972: "Tengeri farkas" (Arsena) rendező: Revaz Csarhalasvili
- 1973: „Lázár kalandja” (Sahtikote) rendezők: Kartlos Hotivari, Ramaz (Buba) Hotivari
- 1974: "A kapitányok" rendező. Tamaz Gomelauri
- 1974: „A Lila utcai fiúk” (Zauri szomszédja) rendező: Nelly Nenova
- 1975: "Szökés hajnalban" (Melkonov) rendező: Sziko Dolidze
- 1975: „Felfordulás Salhinetiben” (Arcsil) rendező: Lana Gogoberidze
- 1975: „ "Csiriki és Csikotela" (Csiriki) rendezők: Levan Hotivari, Ramaz (Buba) Hotivari
- 1976: "Mint a reggeli köd" rendező: Geno Hodzsava
- 1976: "A kívánság fája" (Tagria) rendező. Tengiz Abuladze
- 1978: "Az első koncert" rendező: Sergil Sonia
- 1979: "Férfi az ember?!" (David) rendezők: Sziko Dolidze, Keti Dolidze
- 1983: "Bandita a téglagyárból" rendező. Giorgi (Gia) Mataradze
- 1984: „Grúzok a levegőben” (utas) rendező: Omar Gvaszalia
- 1988: "A kút" rendező: Pavle Csarkviani
- 1988: "A húsvéti bárány" rendező: Goderdzi Csoheli
- 1998: „Kedves, régen elveszett nagypapám” (Sötét) rendező: Pavle Csarkviani
- 2000: "Kedves M." rendező: Otar Samatava

## Színházi szerepeiből

### Rusztaveli Színház
- Branislav Nusic "A filozófia doktora" (Mr. Simo) rendező: Miheil Tumanisvili
- David Gacsecsiladze "Bahtrioni", Vazsa-Pshavela művei alapján (Cicola), rendező: Dimitri (Dodo) Alekszidze
- Giorgi Huhasvili „A tenger fiai (Elgudzsa)” rendező: Miheil Tumanisvili
- Valerian Kandelaki "Once Killed" (Mamuka) rendező: Arcsil Cshartisvili
- Arthur Miller "A salemi boszorkányok" (Ezekiel Cheever) rendező: Robert Sturua
- William Shakespeare "Hamlet" (Rosencrantz) rendező: Dimitri (Dodo) Alekszidze
- Gabriel Szundukian "Pepo" (Kakuli) rendező: Dimitri (Dodo) Alekszidze
- Nodar Dumbadze "Napsütéses éjszaka" (Mr. Giorgi) rendező: Robert Sturua
- Leo Kiacseli "Gvadi Bigva" (Arcsil Foria) rendező: Miheil Tumanisvili
- Otar Mamforia „Metehi árnyékában” (Firuza) rendező: Grigol (Giga) Lortkipanidze
- Akszenti Cagareli "Hanuma" (A hazugság kereskedője) rendező: Robert Sturua
- Bertolt Brecht "A kaukázusi krétakör" (Laurenti Vacsandze) rendező: Robert Sturua
- William Shakespeare "III. Richárd" (Tyrell) rendező: Robert Sturua
- Dato Turasvili „Párbeszédek egy kétfelvonásos színdarabhoz” (Kaheli, Férj) rendező: Robert Sturua
- William Shakespeare "Titus Andronicus" (Basiani) rendező: Avto Varsimasvili
- Bertolt Brecht "A szecsuáni jó ember" (I. Isten) rendező: Robert Sturua
- William Shakespeare "Macbeth" rendező: Robert Sturua
- Ronald Harwood "Régi bohócok" (Salva) rendező: Gocha Kapanadze
- Nedialko Jordanov "Gonzago meggyilkolása" (Benvolio) rendező. Giorgi Gosadze
- Zurab Antonov "Napfogyatkozás Grúziában" (Georga) rendező. Gocha Kapanadze
- Mark Twain "Koldus és királyfi" (John Kent) rendező. Nikoloz Haine-Svelidze
- A "Varázslatos éjszaka" című darab szereplője
- William Shakespeare "Hamlet" (Polonius) rendező. Avto Varsimasvili

## Díjak
- 1967 : A Grúz Szovjet Szocialista Köztársaság tiszteletbeli művésze
- 1979 : Szovjetunió Állami Díja
- 1980 : A Grúz Szovjet Szocialista Köztársaság népművésze
- 1998 : Becsületrend
- 2007 : Ippolite Hvicsia díj "Ippo"
- 2009 : Kote Mardzsanisvili-díj
- 2010 : Ippolite Hvicsia-díj
- 2022 : Tbiliszi díszpolgára [2]

## Fordítás
Ez a szócikk részben vagy egészben  a(z)   ჯემალ ღაღანიძე című grúz Wikipédia-szócikk fordításán alapul.  Az eredeti cikk szerkesztőit annak laptörténete sorolja fel. Ez a jelzés csupán a megfogalmazás eredetét és a szerzői jogokat jelzi, nem szolgál a cikkben szereplő információk forrásmegjelöléseként.